# Буковац (Думбрава)
Буковац (рум. Bucovăț) насеље је у Румунији у округу Тимиш у општини Думбрава. Oпштина се налази на надморској висини од 204 m.

## Прошлост
Аустријски царски ревизор Ерлер је 1774. године констатовао да Буковац припада Фачетском округу, Лугожког дистрикта. Становништво је било тада претежно влашко.
Када је 1797. године пописан православни клир Буковац је православна парохија у Фажетском протопрезвирату, у Карашовској жупанији. Ту је записан један православни свештеник. Парох поп Василије Мартиновић (рукоп. 1790) служио се само румунским језиком.

## Становништво
Према подацима из 2002. године у насељу је живело 582 становника, од којих су сви румунске националности.